# 愛知県立いなざわ特別支援学校
愛知県立いなざわ特別支援学校（あいちけんりつ いなざわとくべつしえんがっこう）は、愛知県稲沢市一色森山町にある公立特別支援学校。

## 沿革
一宮東特別支援学校、佐織特別支援学校の生徒数増加に対応するため、愛知県立平和高等学校（2007年3月閉校）の跡地に建設され、2014年（平成26年）4月1日に開校。知的障害のある児童生徒を教育対象としており、稲沢市、一宮市（東海道本線より西側）、清須市、北名古屋市、豊山町の4市1町を通学範囲としている。
小学部、中学部、高等部を通しての一環教育を目指し、高等部には就労に対応するために「職業コース」を設置している。

## 校訓
希望・前進・真心

## アクセス
- 名鉄尾西線
  - 上丸渕駅より徒歩約30分[7]
  - 森上駅より徒歩約35分[7]